# Satowan Municipality
Satowan Municipality är en kommun i Mikronesiska federationen.   Den ligger i delstaten Chuuk, i den västra delen av landet, 500 km väster om huvudstaden Palikir. Antalet invånare är 955.
Följande samhällen finns i Satowan Municipality:
- Satowan Village